# Lords of the Realm
Lords of the Realm ist ein Computerspiel von Impressions Games aus dem Jahr 1994. Es ist ein Genre-Mix aus rundenbasiertem Strategiespiel und Echtzeitstrategie. Die Programmierer waren Simon Bradbury, David Lester und Chris Foster.

## Handlung
Das Spiel behandelt das Königreich England, wahlweise auch das Heilige Römische Reich im Jahr 1268. Der Thron des Königs ist verwaist und Adelige streiten sich um die Thronfolge.

## Spielprinzip
Der Spieler übernimmt einen von sechs Adeligen, der um die Macht im Königreich streitet. Dabei muss er seine Länderei, die er zu Beginn des Spiels besitzt, auf Vordermann bringen, sich um das Wohl seiner Untertanen kümmern, die Landwirtschaft regeln, Rohstoffe abbauen, die Wirtschaft ankurbeln, Truppen ausheben und Burgen zur Verteidigung bauen. Wenn diese Voraussetzungen erfüllt sind, kann der Spieler sich um die Einnahme der feindlichen Grafschaften, bzw. Ländereien kümmern, indem er die feindlichen Armeen schlägt, Provinzhauptstädte einnimmt und Burgen belagert. Den Aufbau- und Wirtschaftsteil nimmt der Spieler rundenbasierend vor, während Feldschlachten und Belagerungen in Echtzeit ablaufen. Bündnisse sind möglich, jedoch muss man später aber alle Fürsten aus dem Weg räumen, um das Spiel zu gewinnen.

## Rezeption
Das Gameplay sei interessant und komplex. Lange Ladezeiten und eine unhandliche Maussterung verderben jedoch den Spielspaß auf dem Amiga. Es handele sich um eine gute Mischung aus Komplexität und Spielbarkeit, bei der die Übersicht stets erhalten bleibt. Die Computergegner seien kompetent. Das Spiel sei schon bei Erscheinen grafisch altmodisch. Im Vergleich mit ähnlichen Spielen sei es solide entwickelt.

## Nachfolgetitel
- Lords of the Realm II (1996), Lords of the Realm II: Siege Pack (Add-on von 1997)
- Lords of the Realm III (2004)